# Epacria
Epacria (en griego, Ἐπακρία) es el nombre de una antigua ciudad griega del Ática.
Estrabón recoge una información de Filócoro según la cual era una de las doce ciudades que el mítico rey Cécrope estableció en el Ática y que más tarde fueron unidas por Teseo en la ciudad de Atenas.
Su existencia está atestiguada al menos hasta el siglo IV a. C.